# Discs of Tron
Discs of Tron é um jogo eletrônico desenvolvido e publicado pela Bally Midway em 1983 para arcade, sendo o segundo da desenvolvedora baseado no filme Tron, da Walt Disney Pictures. Em fevereiro de 2008, o jogo foi lançado para Xbox Live Arcade pela Disney Interactive Studios. Inspirado pela sequência em que ocorre a batalha de discos em Tron, o objetivo do jogador é derrubar o antagonista Sark de sua plataforma ou desintegrá-lo utilizando seu disco.

## Jogabilidade
A jogabilidade de Discs of Tron é baseada em diversas cenas do filme que o inspirou, combinando o combate de Jai alai entre Flynn e Crom com o combate de discos entre Tron e Sark. O jogador controla Tron em uma batalha contra Sark, com uma visão tridimensional fixa atrás do combatente em primeiro plano, o primeiro citado. Utilizando um esquema de controles igual ao jogo arcade Tron, primeiro da Bally Midway inspirado no filme homônimo , o jogador move o personagem utilizando um joystick, lança discos utilizando um botão de gatilho e pode defender-se utilizando um botão de polegar. Deve-se utilizar um disco de discagem para mover uma seta pelas paredes da arena e, em níveis posteriores, o jogador também pode ajustar sua mira para cima ou para baixo.
Ao todo, são 15 partidas, com Sark tornando-se mais agressivo com o tempo. Ao fim do jogo, há a repetição da partida 6 à 12, até que todas as vidas do jogador acabem. Cada nível ocorre em uma ocorrendo em uma arena fechada na qual os dois oponentes ficam de pé em discos de cor rosada. Os dois tentam se destruir ao atingir diretamente, o oponente, desintegrando-o, ou fazê-lo cair da plataforma. Os oponentes podem jogar até três discos ao mesmo tempo e, caso algum disco seja destruído, reaparecera para o jogador em seguida. Tron consegue se defender ao desviar os discos de Sark com o seu próprio ou utilizando um defletor, do qual possuí uma fonte limitada. Sark também pode jogar mísseis de alta velocidade contra Tron, esferas de perseguição ou "super perseguidores" (uma esfera orbitada por dois discos), que não podem ser desviados com o defletor.
As plataformas dos níveis superiores começam a se mover para cima ou para baixo, requerendo que o jogador ajuste sua mira também. O jogo permite que os discos batam no teto e acerte uma das plataformas do oponente - se obtiver sucesso, a plataforma pisca por um tempo e depois desaparece, reduzindo as possibilidades de movimento do oponente e aumentando suas chances de cair e ser desintegrado. Após em torno de dez segundos, a plataforma reaparece. Em alguns níveis, paredes em movimentos aparecem entre Tron e Sark, com o jogador tendo de destruir alguns blocos para que abra espaços e consiga jogar seu disco.

## Recepção
Em 1996, a revista Next Generation colocou Discs of Tron com o numero 87 em sua lista do "Top 100 Jogos de Todos os Tempos", chamando-o de "um dos primeiros jogos a tentar um ambiente 3D". Eles notaram que o ritmo acelerado e a jogabilidade complexa funcionam graças ao controle responsivo. Eles também elogiaram a inteligência artificial de Sark, dizendo ser avançada para seu tempo, mas reclamaram que um modo multiplayer não estivesse incluso.

## Recorde mundial
De acordo com a Twin Galaxies, David Bagenski de Syracuse, Nova Iorque, Estados Unidos, fez o 418.200 pontos em 28 de junho de 1986, durante o Video Game Masters Tournament. Foi o recorde mundial até que o australiano Paul Hornitzky o bateu, fazendo uma pontuação de 589.900 pontos.